# Manchester United F.C. mùa bóng 1983–84
Mùa giải 1983–84 là mùa giải thứ 82 củaManchester United trong hệ thống bóng đá Anh và là mùa giải thứ 9 liên tiếp của họ ở giải đấu hàng đầu của bóng đá Anh. Tại FA Cup đội đã phải trải qua một cú sốc khi nhận thất bại trước đội bóng hạng ba Bournemouth ở vòng ba, nhưng đã lọt vào bán kết UEFA Cup Winners's Cup và bị Juventus đánh bại trong gang tấc. Họ thường xuyên dẫn đầu giải đấu trong suốt mùa giải nhưng cuối cùng chỉ đứng thứ tư, bị cầm hòa 14 trong số 42 trận mặc dù chỉ thua tám lần. Trận đấu đáng nhớ nhất trong mùa giải là trận tứ kết UEFA Cup Winners' Cup châu Âu với Barcelona FC của Tây Ban Nha, một đội có Diego Maradona. Sau khi bị dẫn trước 2–0 ở trận lượt đi, United đã giành được chiến thắng 3–0 đáng chú ý trong trận lượt về tại Old Trafford.
Đó là mùa giải đột phá tại câu lạc bộ của tiền đạo trẻ Mark Hughes, người đã ghi bốn bàn vào cuối mùa giải, và mùa giải cuối cùng tại câu lạc bộ của tiền vệ Ray Wilkins, người đã rời khỏi Old Trafford vào cuối mùa giải để gia nhập Milan. Đội trưởng Bryan Robson đã ở lại câu lạc bộ mặc dù đã nhận được lời đề nghị từ Juventus.
Mùa giải kế tiếp chứng kiến sự xuất hiện của các cầu thủ chạy cánh Gordon Strachan và Jesper Olsen.

## FA Charity Shield
| Ngày                | Đối thủ   | H / A | Tỉ số | Cầu thủ ghi bàn | Số lượng khán giả |
| ------------------- | --------- | ----- | ----- | --------------- | ----------------- |
| 20 tháng 8 năm 1983 | Liverpool | N     | 2–0   | Robson (2)      | 92,000            |

## First Division
| Ngày                 | Đối thủ                 | H / A | Tỉ số | Cầu thủ ghi bàn                      | Số lượng khán giả |
| -------------------- | ----------------------- | ----- | ----- | ------------------------------------ | ----------------- |
| 27 tháng 8 năm 1983  | Queens Park Rangers     | H     | 3–1   | Mühren (2), Stapleton                | 48,742            |
| 29 tháng 8 năm 1983  | Nottingham Forest       | H     | 1–2   | Moran                                | 43,005            |
| 3 tháng 9 năm 1983   | Stoke City              | A     | 1–0   | Mühren                               | 23,704            |
| 6 tháng 9 năm 1983   | Arsenal                 | A     | 3–2   | Moran, Robson, Stapleton             | 42,703            |
| 10 tháng 9 năm 1983  | Luton Town              | H     | 2–0   | Albiston, Mühren                     | 41,013            |
| 17 tháng 9 năm 1983  | Southampton             | A     | 0–3   |                                      | 20,674            |
| 24 tháng 9 năm 1983  | Liverpool               | H     | 1–0   | Stapleton                            | 56,121            |
| 1 tháng 10 năm 1983  | Norwich City            | A     | 3–3   | Whiteside (2), Stapleton             | 19,290            |
| 15 tháng 10 năm 1983 | West Bromwich Albion    | H     | 3–0   | Albiston, Graham, Whiteside          | 42,221            |
| 22 tháng 10 năm 1983 | Sunderland              | A     | 1–0   | Wilkins                              | 26,826            |
| 29 tháng 10 năm 1983 | Wolverhampton Wanderers | H     | 3–0   | Stapleton (2), Robson                | 41,880            |
| 5 tháng 11 năm 1983  | Aston Villa             | H     | 1–2   | Robson                               | 45,077            |
| 12 tháng 11 năm 1983 | Leicester City          | A     | 1–1   | Robson                               | 24,409            |
| 19 tháng 11 năm 1983 | Watford                 | H     | 4–1   | Stapleton (3), Robson                | 43,111            |
| 27 tháng 11 năm 1983 | West Ham United         | A     | 1–1   | Wilkins                              | 23,355            |
| 3 tháng 12 năm 1983  | Everton                 | H     | 0–1   |                                      | 43,664            |
| 10 tháng 12 năm 1983 | Ipswich Town            | A     | 2–0   | Crooks, Graham                       | 19,779            |
| 16 tháng 12 năm 1983 | Tottenham Hotspur       | H     | 4–2   | Graham (2), Moran (2)                | 33,616            |
| 26 tháng 12 năm 1983 | Coventry City           | A     | 1–1   | Mühren                               | 21,553            |
| 27 tháng 12 năm 1983 | Notts County            | H     | 3–3   | Crooks, McQueen, Moran               | 41,544            |
| 31 tháng 12 năm 1983 | Stoke City              | H     | 1–0   | Graham                               | 40,164            |
| 2 tháng 1 năm 1984   | Liverpool               | A     | 1–1   | Whiteside                            | 44,622            |
| 13 tháng 1 năm 1984  | Queens Park Rangers     | A     | 1–1   | Robson                               | 16,308            |
| 21 tháng 1 năm 1984  | Southampton             | H     | 3–2   | Mühren, Robson, Stapleton            | 40,371            |
| 4 tháng 2 năm 1984   | Norwich City            | H     | 0–0   |                                      | 36,851            |
| 7 tháng 2 năm 1984   | Birmingham City         | A     | 2–2   | Hogg, Whiteside                      | 19,957            |
| 12 tháng 2 năm 1984  | Luton Town              | A     | 5–0   | Robson (2), Whiteside (2), Stapleton | 11,265            |
| 18 tháng 2 năm 1984  | Wolverhampton Wanderers | A     | 1–1   | Whiteside                            | 20,676            |
| 25 tháng 2 năm 1984  | Sunderland              | H     | 2–1   | Moran (2)                            | 40,615            |
| 3 tháng 3 năm 1984   | Aston Villa             | A     | 3–0   | Moses, Robson, Whiteside             | 32,874            |
| 10 tháng 3 năm 1984  | Leicester City          | H     | 2–0   | Hughes, Moses                        | 39,473            |
| 17 tháng 3 năm 1984  | Arsenal                 | H     | 4–0   | Mühren (2), Robson, Stapleton        | 48,942            |
| 31 tháng 3 năm 1984  | West Bromwich Albion    | A     | 0–2   |                                      | 28,104            |
| 7 tháng 4 năm 1984   | Birmingham City         | H     | 1–0   | Robson                               | 39,896            |
| 14 tháng 4 năm 1984  | Notts County            | A     | 0–1   |                                      | 13,911            |
| 17 tháng 4 năm 1984  | Watford                 | A     | 0–0   |                                      | 20,764            |
| 21 tháng 4 năm 1984  | Coventry City           | H     | 4–1   | Hughes (2), McGrath, Wilkins         | 38,524            |
| 28 tháng 4 năm 1984  | West Ham United         | H     | 0–0   |                                      | 44,124            |
| 5 tháng 5 năm 1984   | Everton                 | A     | 1–1   | Stapleton                            | 28,802            |
| 7 tháng 5 năm 1984   | Ipswich Town            | H     | 1–2   | Hughes                               | 44,257            |
| 12 tháng 5 năm 1984  | Tottenham Hotspur       | A     | 1–1   | Whiteside                            | 39,790            |
| 16 tháng 5 năm 1984  | Nottingham Forest       | A     | 0–2   |                                      | 23,651            |

## Cúp FA
| Ngày               | Vòng   | Đối thủ     | H / A | Tỉ số | Cầu thủ ghi bàn | Số lượng khán giả |
| ------------------ | ------ | ----------- | ----- | ----- | --------------- | ----------------- |
| 7 tháng 1 năm 1984 | Vòng 3 | Bournemouth | A     | 0–2   |                 | 14,782            |

## Cúp EFL
| Ngày                 | Vòng              | Đối thủ           | H / A | Tỉ số | Cầu thủ ghi bàn    | Số lượng khán giả |
| -------------------- | ----------------- | ----------------- | ----- | ----- | ------------------ | ----------------- |
| 3 tháng 10 năm 1983  | Vòng 2 First leg  | Port Vale         | A     | 1–0   | Stapleton          | 19,885            |
| 26 tháng 10 năm 1983 | Vòng 2 Second leg | Port Vale         | H     | 2–0   | Whiteside, Wilkins | 23,589            |
| 8 tháng 11 năm 1983  | Vòng 3            | Colchester United | A     | 2–0   | McQueen, Moses     | 13,031            |
| 30 tháng 11 năm 1983 | Vòng 4            | Oxford United     | A     | 1–1   | Hughes             | 13,739            |
| 7 tháng 12 năm 1983  | Vòng 4 Replay     | Oxford United     | H     | 1–1   | Stapleton          | 27,459            |
| 19 tháng 12 năm 1983 | Vòng 4 2nd Replay | Oxford United     | A     | 1–2   | Graham             | 13,912            |

## Cup Winners' Cup
| Ngày                 | Vòng                  | Đối thủ       | H / A | Tỉ số | Cầu thủ ghi bàn       | Số lượng khán giả |
| -------------------- | --------------------- | ------------- | ----- | ----- | --------------------- | ----------------- |
| 14 tháng 9 năm 1983  | Vòng 1 First leg      | Dukla Prague  | H     | 1–1   | Wilkins               | 39,745            |
| 27 tháng 9 năm 1983  | Vòng 1 Second leg     | Dukla Prague  | A     | 2–2   | Robson, Stapleton     | 28,850            |
| 19 tháng 10 năm 1983 | Vòng 2 First leg      | Spartak Varna | A     | 2–1   | Graham, Robson        | 40,000            |
| 2 tháng 11 năm 1983  | Vòng 2 Second leg     | Spartak Varna | H     | 2–0   | Stapleton (2)         | 39,079            |
| 7 tháng 3 năm 1984   | Vòng 3 First leg      | Barcelona     | A     | 0–2   |                       | 70,000            |
| 21 tháng 3 năm 1984  | Vòng 3 Second leg     | Barcelona     | H     | 3–0   | Robson (2), Stapleton | 58,547            |
| 11 tháng 4 năm 1984  | Semi-final First leg  | Juventus      | H     | 1–1   | Davies                | 58,171            |
| 25 tháng 4 năm 1984  | Semi-final Second leg | Juventus      | A     | 1–2   | Whiteside             | 64,655            |

## Thống kê đội hình
| Vị trí | Tên               | Cúp EFL | Cúp EFL | Cúp FA | Cúp FA | Milk Cup | Milk Cup | UEFA Cup | UEFA Cup | Khác | Khác | Tổng cộng | Tổng cộng |
| Vị trí | Tên               | Trận    | Bàn     | Trận   | Bàn    | Trận     | Bàn      | Trận     | Bàn      | Trận | Bàn  | Trận      | Bàn       |
| ------ | ----------------- | ------- | ------- | ------ | ------ | -------- | -------- | -------- | -------- | ---- | ---- | --------- | --------- |
| GK     | Gary Bailey       | 40      | 0       | 1      | 0      | 5        | 0        | 8        | 0        | 1    | 0    | 55        | 0         |
| GK     | Jeff Wealands     | 2       | 0       | 0      | 0      | 1        | 0        | 0        | 0        | 0    | 0    | 3         | 0         |
| DF     | Arthur Albiston   | 40      | 2       | 1      | 0      | 6        | 0        | 8        | 0        | 1    | 0    | 56        | 2         |
| DF     | Clayton Blackmore | 1       | 0       | 0      | 0      | 0        | 0        | 0        | 0        | 0    | 0    | 1         | 0         |
| DF     | Mike Duxbury      | 39      | 0       | 1      | 0      | 6        | 0        | 8        | 0        | 1    | 0    | 55        | 0         |
| DF     | John Gidman       | 4       | 0       | 0      | 0      | 1        | 0        | 1(1)     | 0        | 0(1) | 0    | 6(2)      | 0         |
| DF     | Graeme Hogg       | 16      | 1       | 1      | 0      | 0        | 0        | 4        | 0        | 0    | 0    | 21        | 1         |
| DF     | Paul McGrath      | 9       | 1       | 0      | 0      | 1        | 0        | 2        | 0        | 0    | 0    | 12        | 1         |
| DF     | Gordon McQueen    | 20      | 1       | 0      | 0      | 4        | 1        | 4        | 0        | 1    | 0    | 29        | 2         |
| DF     | Kevin Moran       | 38      | 7       | 0      | 0      | 5        | 0        | 8        | 0        | 1    | 0    | 52        | 7         |
| MF     | Alan Davies       | 3       | 0       | 0      | 0      | 0        | 0        | 0(1)     | 1        | 0    | 0    | 3(1)      | 1         |
| MF     | Mark Dempsey      | 0       | 0       | 0      | 0      | 0        | 0        | 0(1)     | 0        | 0    | 0    | 0(1)      | 0         |
| MF     | Arthur Graham     | 33(4)   | 5       | 1      | 0      | 5        | 1        | 6(1)     | 1        | 1    | 0    | 46(5)     | 7         |
| MF     | Lou Macari        | 0(5)    | 0       | 0(1)   | 0      | 0(2)     | 0        | 2        | 0        | 0    | 0    | 2(8)      | 0         |
| MF     | Remi Moses        | 31(4)   | 2       | 1      | 0      | 5(1)     | 1        | 5(1)     | 0        | 0    | 0    | 42(6)     | 3         |
| MF     | Arnold Mühren     | 26      | 8       | 1      | 0      | 2        | 0        | 5        | 0        | 1    | 0    | 35        | 8         |
| MF     | Bryan Robson      | 33      | 12      | 1      | 0      | 6        | 0        | 6        | 4        | 1    | 2    | 47        | 18        |
| MF     | Ray Wilkins       | 42      | 3       | 1      | 0      | 6        | 1        | 6        | 1        | 1    | 0    | 56        | 5         |
| FW     | Garth Crooks      | 6(1)    | 2       | 0      | 0      | 0        | 0        | 0        | 0        | 0    | 0    | 6(1)      | 2         |
| FW     | Mark Hughes       | 7(4)    | 4       | 0      | 0      | 1(1)     | 1        | 2(2)     | 0        | 0    | 0    | 10(7)     | 5         |
| FW     | Frank Stapleton   | 42      | 13      | 1      | 0      | 6        | 2        | 8        | 4        | 1    | 0    | 58        | 19        |
| FW     | Norman Whiteside  | 30(7)   | 10      | 1      | 0      | 6        | 1        | 5(1)     | 1        | 1    | 0    | 43(8)     | 12        |